# ویسنته پرز
ویسنته پرز (انگلیسی: Vicente Pérez؛ زادهٔ ۱۱ ژوئیهٔ ۱۹۸۶) بازیکن فوتبال اهل اسپانیا است.
از باشگاه‌هایی که در آن بازی کرده‌است می‌توان به باشگاه فوتبال هرکولس، باشگاه فوتبال نومانسیا، باشگاه خیمناستیک تاراگونا، باشگاه فوتبال لگانس، و باشگاه فوتبال گرانادا اشاره کرد.